# Monès Chéry
Monès Chéry (ur. 2 grudnia 1981 w Gonaïves) – haitański piłkarz występujący na pozycji pomocnika. Zawodnik klubu Aiglon du Lamentin.

## Kariera klubowa
Chéry karierę rozpoczynał w 2001 roku w zespole Roulado FC. W sezonie 2002 wywalczył z nim mistrzostwo fazy Ouverture (sezon otwarcia). W 2003 roku odszedł do Racing Club Haïtien. Spędził tam jeden sezon. Przez następne trzy grał w Don Bosco FC, a potem wrócił do Racing Club Haïtien. W 2009 roku przeszedł do martynikańskiego klubu Aiglon du Lamentin.

## Kariera reprezentacyjna
W reprezentacji Haiti Chéry zadebiutował w 2003 roku. W 2007 roku znalazł się w drużynie na Złoty Puchar CONCACAF. Wystąpił na nim w spotkaniach z Gwadelupą (1:1, gol), Kostaryką (1:1) oraz Kanadą (0:2). Z tamtego turnieju Haiti odpadło po fazie grupowej.
W 2009 roku Chéry ponownie został powołany do kadry na Złoty Puchar CONCACAF. Zagrał na nim w meczach z Grenadą (2:0), Stanami Zjednoczonymi (2:2, gol) i Meksykiem (0:4), a Haiti zakończyło turniej na ćwierćfinale.